# UFC on Fuel TV: Nogueira vs. Werdum
The Ultimate Fighter Brasil 2 Finale: Nogueira vs. Werdum II (também conhecido como UFC Fortaleza, UFC on Fuel TV 10, UFC on Fuel TV: Nogueira vs. Werdum II ou UFC no Combate 3) foi um evento de MMA promovido pelo Ultimate Fighting Championship, ocorrido em 8 de junho de 2013 no Ginásio Paulo Sarasate em Fortaleza, Ceará.

## Background
O evento principal foi uma revanche entre Rodrigo "Minotauro" Nogueira e Fabrício Werdum, e o co-evento principal, a final do The Ultimate Fighter: Brasil 2.
A luta entre Rafael Cavalcante e Thiago Silva aconteceria no UFC 162, foi mudada para esse evento.
O norte-americano Jason High era esperado para enfrentar Ildemar Marajó no evento, porém uma lesão do britânico John Hathaway mudou os planos da organização, então High enfrentou Erick Silva, enquanto que Ildemar enfrentou o novato Leandro "Buscapé" Silva.
Santiago Ponzinibbio era esperado para enfrentar William Patolino na final do The Ultimate Fighter: Brasil 2, porém uma lesão sofridas em sua última luta na casa, o tirou da final, sendo então substituído por Leonardo Santos.
No dia 07 de Junho de 2013, o brasileiro Ronny Markes sofreu um acidente de carro, com as lesões sofridas ficou impossibilitado de lutar contra o norte-americano Derek Brunson, com isso, o UFC cancelou a luta entre os dois.

## Card Oficial
Nota 1 Final do The Ultimate Fighter: Brasil 2.

## Bônus da Noite
- Luta da Noite (Fight of the Night):  Thiago Silva vs.  Rafael Cavalcante

- Nocaute da Noite (Knockout of the Night):  Thiago Silva

- Finalização da Noite (Submission of the Night):  Erick Silva